# Głody
Głody [ˈɡwɔdɨ] est un village polonais de la gmina de Perlejewo dans le powiat de Siemiatycze et dans la voïvodie de Podlachie. Il se situe à environ 8 kilomètres à l'ouest de Perlejewo, à 32 kilomètres au nord-ouest de Siemiatycze et à 76 kilomètres au sud-ouest de Białystok. 
Le village compte approximativement 25 habitants.